# Кенсал-Грін (кладовище)

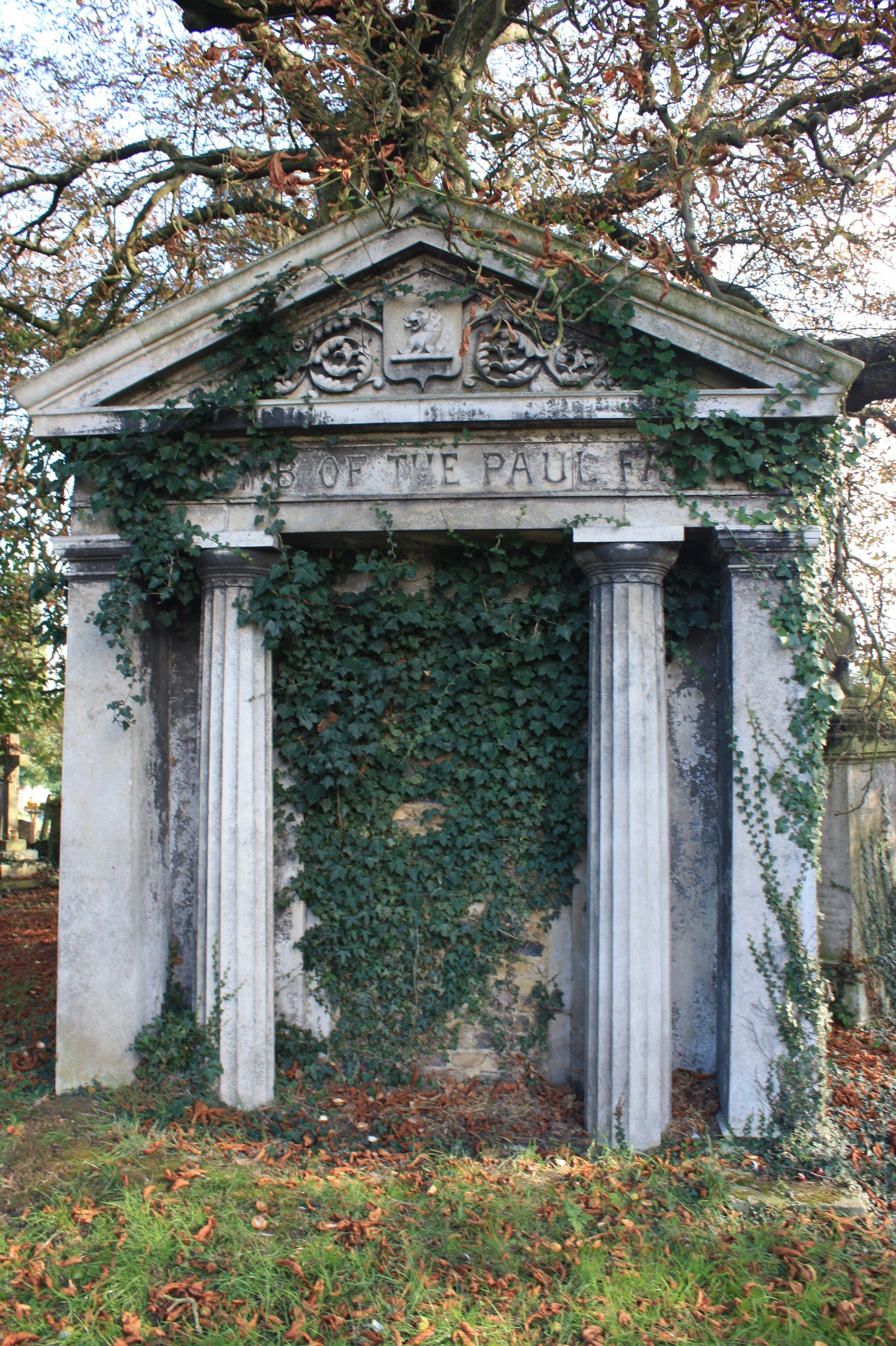
Типовий мавзолей сера Джона Діна Пола

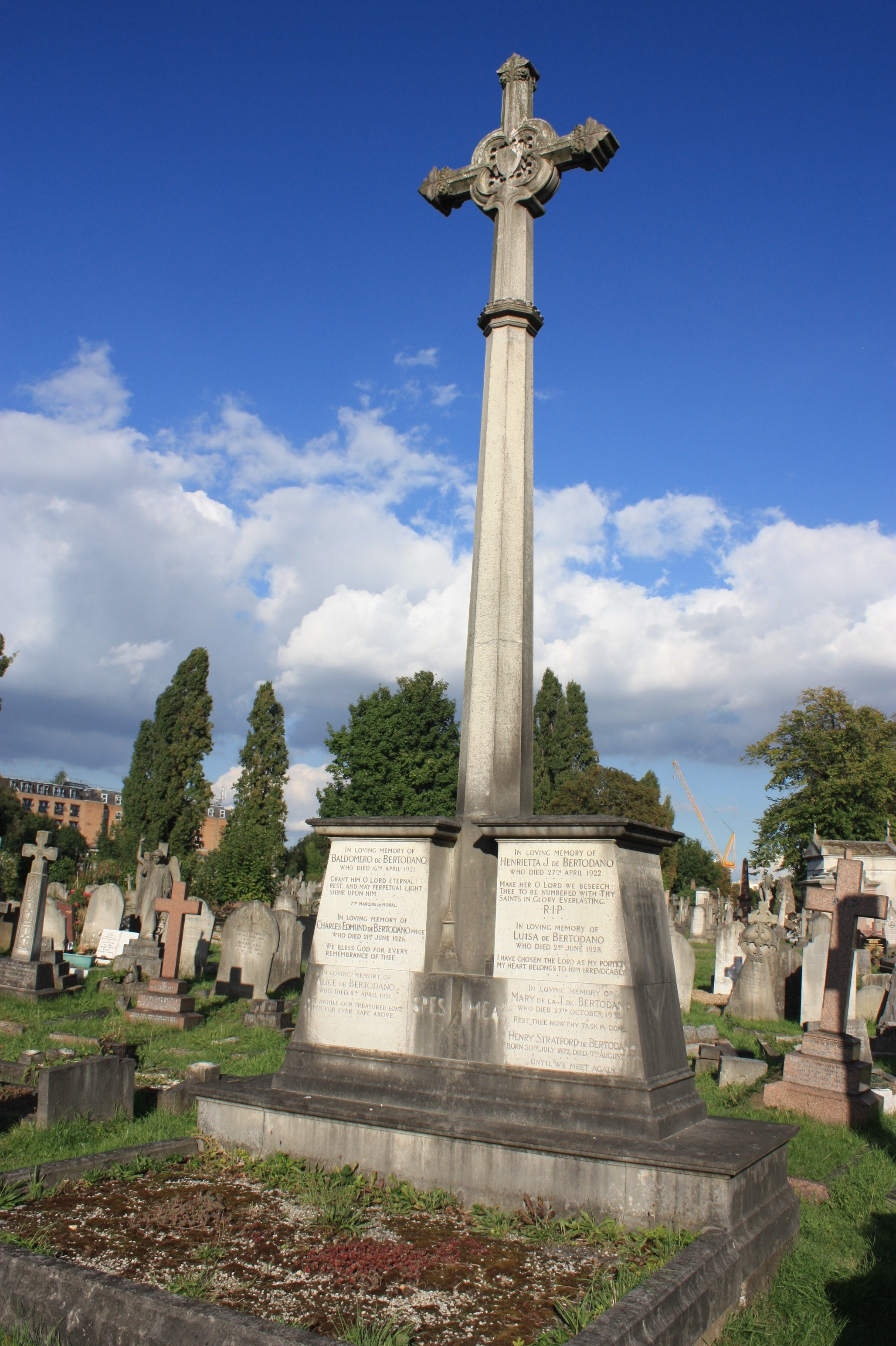
Могила Бальдомеро де Бертодано

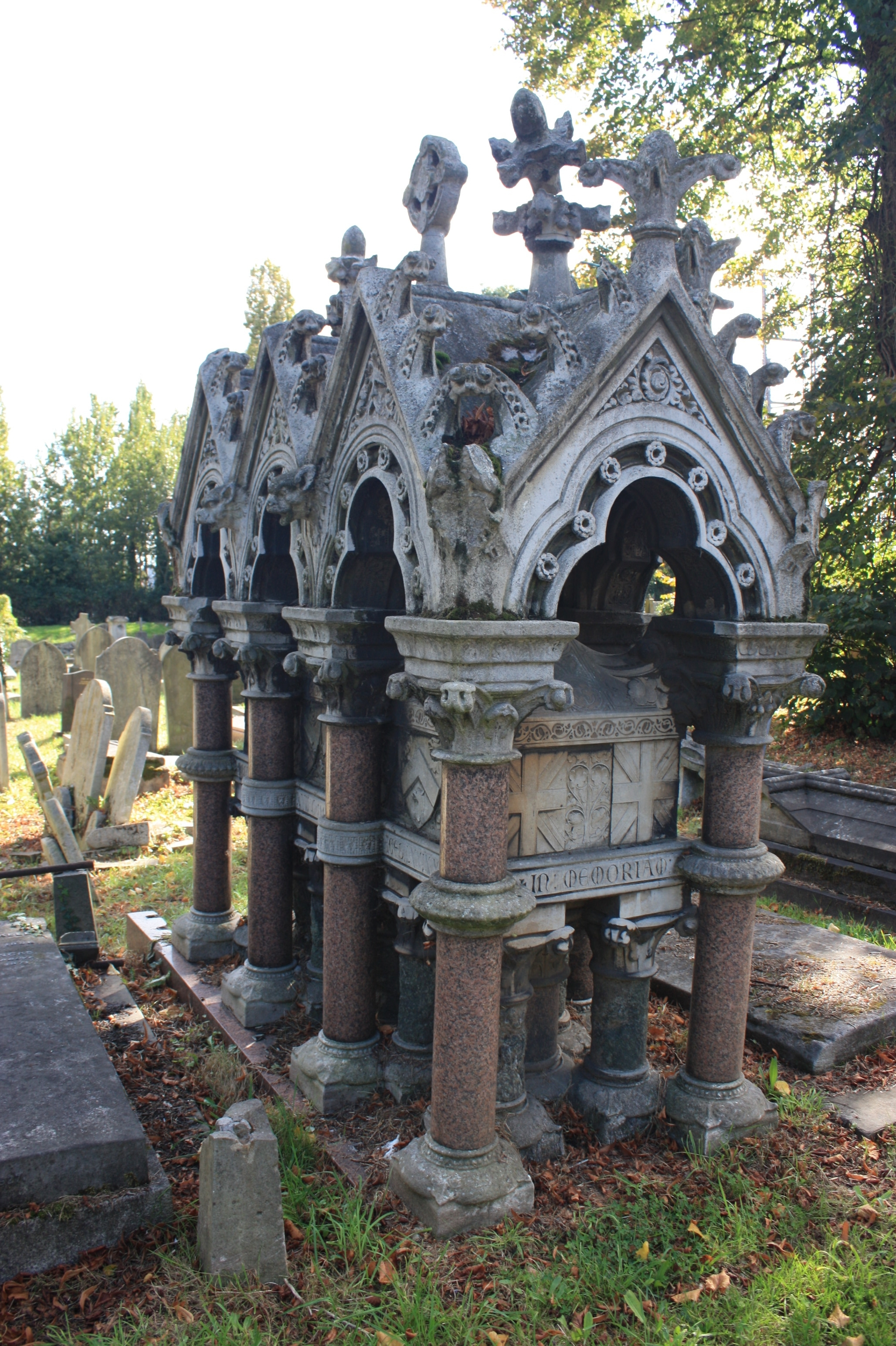
Могила Чарльза Спенсера Рікеттса

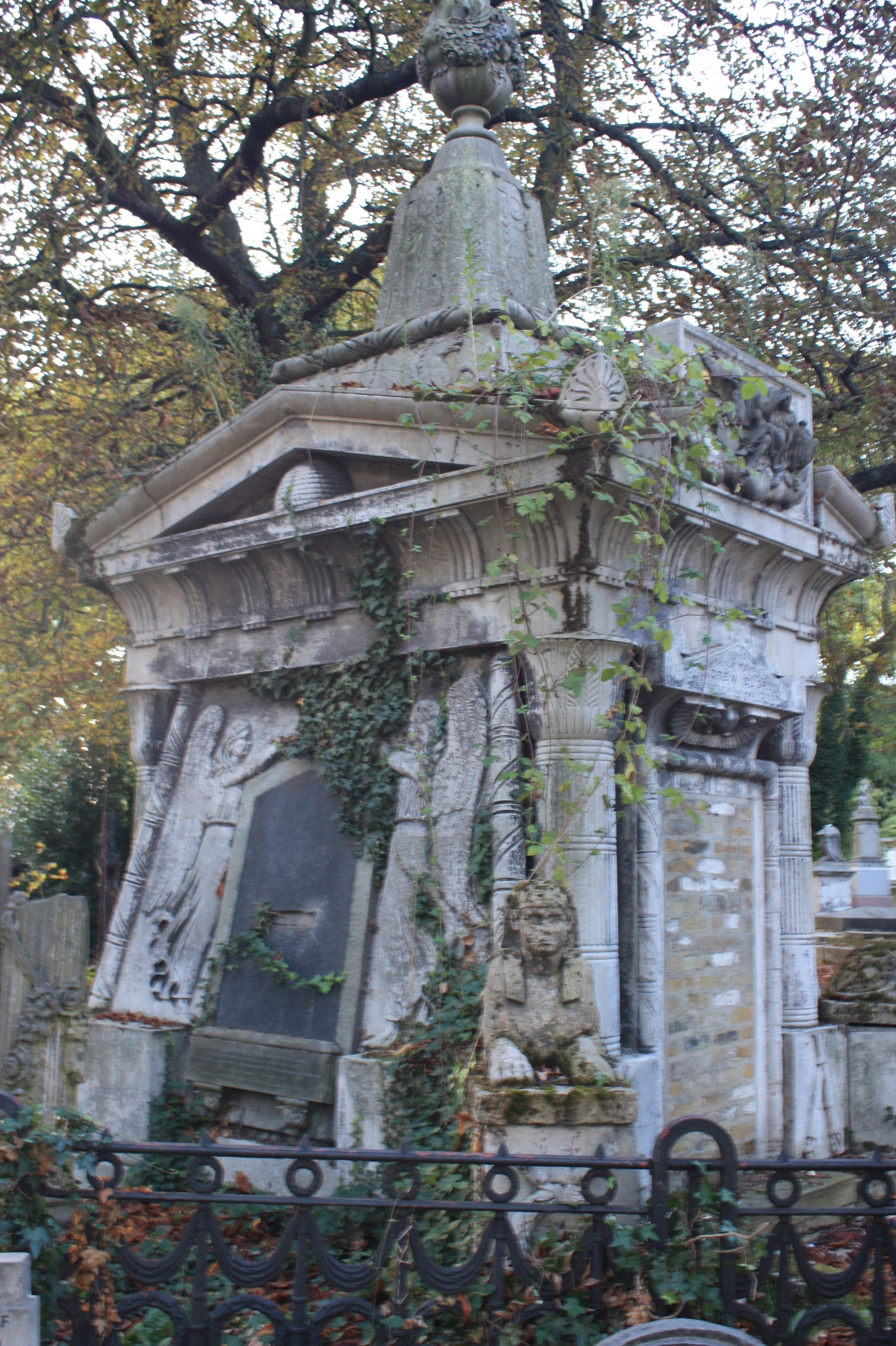
Пам'ятник Ендрю Дюкроу

Кладовище Кенсал-Грін (англ. Kensal Green Cemetery) — це цвинтар у районі Кенсал-Грін у Квінс-Парку в Королівському районі Кенсінгтон і Челсі в Лондоні, Англія. Натхненний ідеєю відомого кладовища Пер-Лашез у Парижі адвокат Джордж Фредерік Карден вирішив заснувати такий же в Лондоні. Цвинтар було відкрито в 1833 році. Він займає площу 29 гектарів, включаючи дві природоохоронні території, що прилягають до нього. На кладовищі мешкає принаймні 33 види птахів та інших диких тварин. На цьому унікальному кладовищі є меморіали, починаючи від великих мавзолеїв, де поховані багаті та знамениті, до багатьох характерних невеликих могил і включає спеціальні зони, залишені для нових поховань. Він має три каплиці, де ведуть службу усіх віросповідань. Це одне з кладовищ Магічної сімки Лондона.
Цвинтар був увічнений у рядках поеми Гілберта Кіта Честертона «The Rolling English Road» з його книги «Летючий шинок» :
 
Незважаючи на будівлі в грецькому стилі, цвинтар має переважно готичний характер через велику кількість приватних готичних пам'яток. Завдяки цій атмосфері кладовище було обрано місцем для кількох сцен у фільмах, зокрема в Театрі крові (1973).
Кладовище внесено до І ступеня в Реєстрі історичних парків та садів. Використовується за призначенням й надалі.

## Місцезнаходження
Кладовище знаходиться в лондонському королівському районі Кенсінгтон і Челсі. Його головний вхід знаходиться на Гарроу-роуд (на захід від місця перетину Ladbroke Grove та Чемберлейн-роуд). Його інший вхід, Альма Плейс (Західні ворота, майже навпроти Greyhound Road) також знаходиться з північного боку. Альма Плейс веде до Крематорію Західного Лондона (власник і оператор якого той самий) і Римсько-католицького кладовища Св. Марії, які знаходяться в лондонському районі Гаммерсміт і Фулхем. Кладовище розташоване між Гарроу-роуд та рукавом Паддінгтона каналу Гранд-Юніон на півдні, який довгий час був відокремлений стіною.
На південній стіні, яка примикає до каналу, встановлено ряд воріт (зараз не використовуються), де баржі брали частину землі з викопаних могил, а іноді розвантажували труни, які перевозилися баржами.

## Історія та опис

### Створення та дизайн

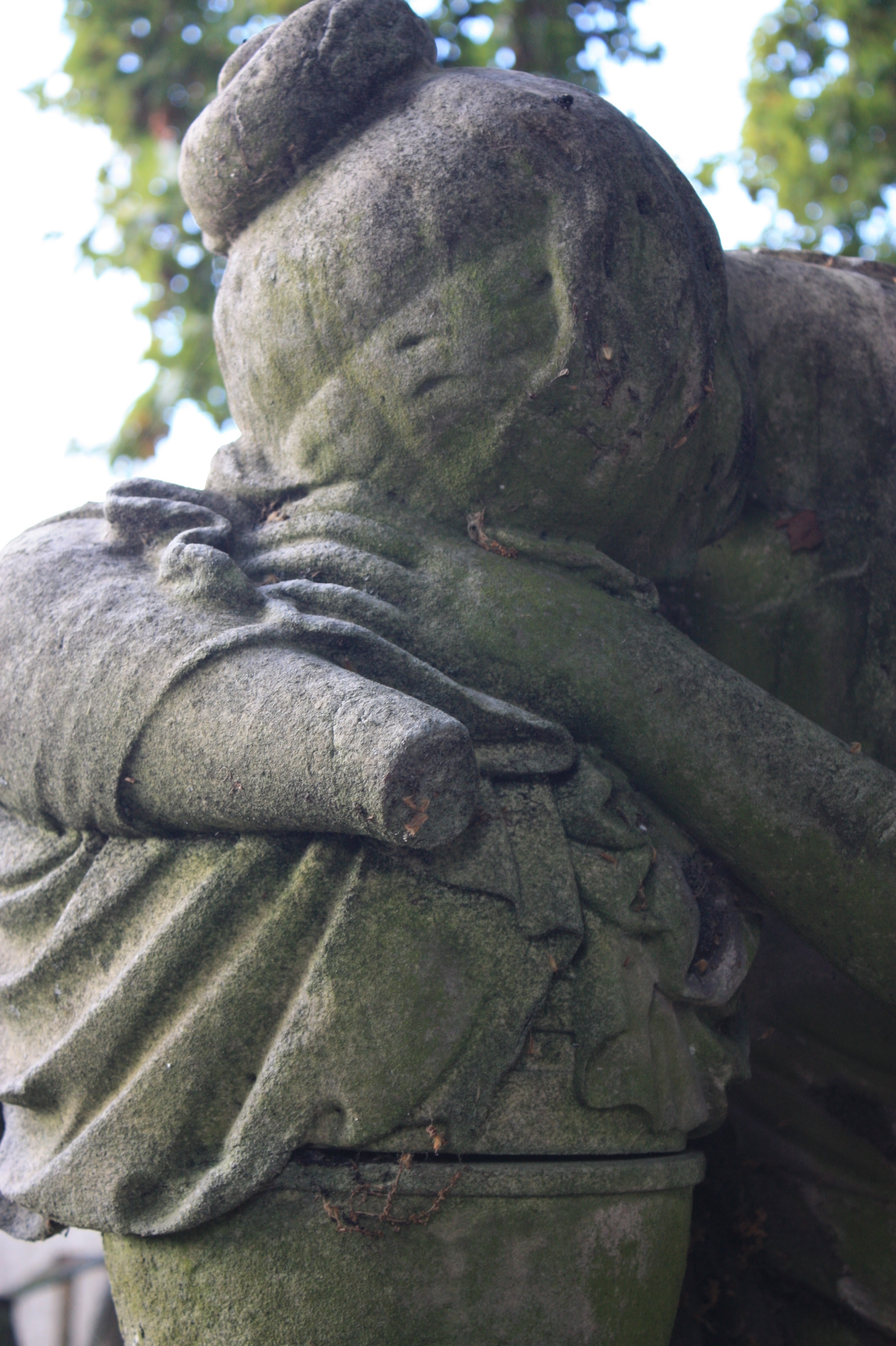
Деталь типової скульптури кладовища.

Попередня спроба Джорджа Фредеріка Кардена створити британський аналог паризького цвинтаря Пер-Лашез у 1825 році зазнала невдачі, але в лютому 1830 року було створено новий комітет до якого увійшли Ендрю Споттісвуд, член парламенту від Салташа, скульптор Роберт Вільям Сівір, банкір Сер Джон Дін Пол, Чарльз Бротон Боумен (секретар першого комітету) та архітектори Томас Вілсон (який раніше запропонував амбітний проєкт Митрополичої гробниц) і Огастес Чарльз Пугін. Ініціатори отримали більше фінансових, політичних і громадських можливостей завдяки підтримці Генеральної цвинтарної компанії". У червні та липні 1830 року в таверні «Фрімасони» відбулися публічні збори, і Кардена було обрано скарбником проєкту.
Пол, партнер лондонської банківської фірми Strahan, Paul, Paul and Bates, знайшов і умовно придбав земельну ділянку площею 22 гектари в Кенсал Грін за 9500 фунтів стерлінгів. Однак Пол і Карден вже були втягнуті в суперечку щодо дизайну цвинтаря, де Пол віддавав перевагу грецькому стилю, а Карден — готичному стилю. Перед тим, як у листопаді 1831 року було розпочато архітектурний конкурс, планувалося залучити низку інших архітекторів, у тому числі Бенджаміна Ваятта (який відмовився), Чарльза Фаулера (пропозиція не була прийнята), Френсіса Гудвіна, Вілсона та містера Ліделла, учня Джона Неша. На конкурс подали свої проєкти 46 учасників, і в березні 1832 року премія була присуджена, незважаючи на певний спротив, за дизайн у стилі неоготики Генрі Едварду Кендалу. Утім це рішення, пізніше було скасовано.
11 липня 1832 року Акт парламенту про заснування «Загальної цвинтарної компанії для поховання померлих в околицях метрополії» був підписаний королем. Закон дозволяв їй зібрати до 45 000 фунтів стерлінгів в акції, купити до 80 акрів землі та побудувати цвинтар і каплицю Англіканської церкви. Директори компаній, призначені після того, як законопроєкт отримав королівську згоду, підтвердили підтримку будівництва кладовища, але віддали перевагу іншому стилю. Один із суддів конкурсу та акціонер компанії, Джон Гріффіт з Фінбері, який раніше підготував робочі креслення для обмежувальної стіни, зрештою спроєктував дві каплиці на цвинтарі та головні ворота, а також запланував висадити 15 000 дерев зі свого розплідника в Брентфорді. Заснований як Загальне кладовище всіх душ, Кенсал Грін, цвинтар став першим із приватних кладовищ «Магічної сімки» в Лондоні. Цвинтар був освячений 24 січня 1833 року Чарльзом Джеймсом Бломфілдом, єпископом Лондона. До кінця січня того ж року було проведено перший похорон.
На початку 1850-х років, після серії епідемій холери в Лондоні, які спричинили обстеження лондонських поховань, комісар охорони здоров'я Едвін Чедвік запропонував закрити всі існуючі поховання в околицях Лондона, крім приватного кладовища Кенсал-Грін, на північному заході міста, яке було націоналізовано та значно розширено, щоб створити єдине місце поховання для західного Лондона. (Велика ділянка землі на Темзі довжиною близько 14 км на південний схід від Лондона в Еббі-Вуд мала стати єдиним цвинтарем для східного Лондона.) Казначейство скептично поставилося до того, що схема Чедвіка коли-небудь буде фінансово життєздатною, і вона була загалом непопулярною. Хоча Закон про столичні поховання 1850 року дозволив цю схему, однак у 1852 році від неї відмовилися.

### Планування
Загальне планування розташоване по осі схід-захід, з центральною дорогою, що прямує від каплиці на захід. Вхід знаходиться на північному сході, а найбільш значні пам'ятники розташовані вздовж центральної доріжки до каплиці.
Англіканській церкві було виділено 39 акрів, а решта 15, чітко відокремлених акрів, були передані англійським дисидентам через відмінність, яка на той час вважалася важливою. Спочатку існував поділ між частиною розкольників і англіканською частиною цвинтаря. Це мало форму «затопленої огорожі» від каналу до воріт на стежці. Були також декоративні чавунні ворота. Невелика територія, призначена для неангліканських поховань, має приблизно овальну форму і раніше виділялася ширшою центральною осьовою доріжкою, яка завершувалася неокласичною каплицею з вигнутими колонадами. Англіканська каплиця домінує над західною частиною кладовища, будучи піднятою на терасі, під якою розташована великі катакомби; є гідравлічний катафалк для опускання трун у катакомби.
Цвинтар діє й сьогодні; поховання та кремація відбуваються щодня, хоча кремація тепер більш поширена, ніж поховання. Кладовищем досі керує Генеральна цвинтарна компанія згідно з її оригінальним парламентським актом 1832 року. Згідно з його основними принципами, тіла похованих не можуть бути ексгумовані та креміровані або земля продана під забудову. Після того, як кладовище вичерпає весь свій простір для поховань і більше не зможе функціонувати як кладовище, мандат вимагає, щоб воно залишалося меморіальним парком. Компанія General Cemetery побудувала та керує крематорієм Західного Лондона на території кладовища.
Запозичуючи ідеали, встановлені на кладовищі Пер-Лашез за кілька років до його відкриття, кладовище Кенсал-Грін стало прикладом проєктування та організації поховань на більшості кладовищ по всій Британській імперії того часу. В Австралії, наприклад, Некрополь у Руквуді (1868) і кладовище Веверлі (1877), обидва в Сіднеї, відомі використанням «садових» можливостей ландшафту та, що важливо, самодостатніми структурами управління, які запозичені з досвіду організації функціонування General Cemetery Company.
Кладовище є місцем поховання приблизно 250 000 осіб у понад 65 000 могил, включаючи понад 500 представників британської знаті та 970 осіб, зазначених у Національному біографічному словнику. Багато пам'ятників, особливо більші, похилилися і можуть впасти, оскільки з часом вони осіли на м'якій лондонській глині.

## Найважливіші споруди
Перелічено багато будівель і споруд у межах кладовища Кенсал-Грін.
Англіканська каплиця віднесена до категорії I, тоді як каплиця дисидентів, Кенсал Грін віднесена до категорії II*, а колонада / катакомба та стіни по периметру та перила віднесені до категорії II. З багатьох гробниць, меморіалів і мавзолеїв вісім відносяться до категорії II*, тоді як Меморіал реформаторів відноситься до категорії II. Могила Чарльза Спенсера Рікеттса внесена до категорії II* і була спроєктована Вільямом Берджесом.

### Англіканська каплиця
Англіканська каплиця знаходиться в центрі кладовища і має кілька гробниць. Каплиця була пошкоджена під час Другої світової війни, але її відновили в 1954 році. Під каплицею розташовані катакомби, одні з небагатьох у Лондоні. Зараз катакомби не обслуговуються, але їх можна відвідати під час екскурсії. Тут досі є діючий підйомник для труни або катафалк, відреставрований Патронами кладовища Кенсал-Грін у 1997 році.

### Каплиця розкольників
Розташована у східній частині кладовища, ця споруда в стилі новогрецького стилю була призначена для відспівування померлих вірян всіх неангліканських конфесій та невіруючих. Лише частина цвинтаря була освячена, і дисентерів (розкольників) можна було ховати на неосвячених місцях після служби в цій каплиці. Цвинтар став улюбленим місцем для нонконформістів, вільнодумців, нехристиян та атеїстів, і тому ця каплиця стала досить популярною. Каплиця дисидентів стала занедбаною та частково в ній провалився дах, тому в 1995 році її передали в оренду Фонду історичних каплиць, який витратив на реставрацію 447 000 фунтів стерлінгів. Зараз каплиця слугує офісом Патронів кладовища Кенсал-Грін, але також доступна для відспівування померлих.

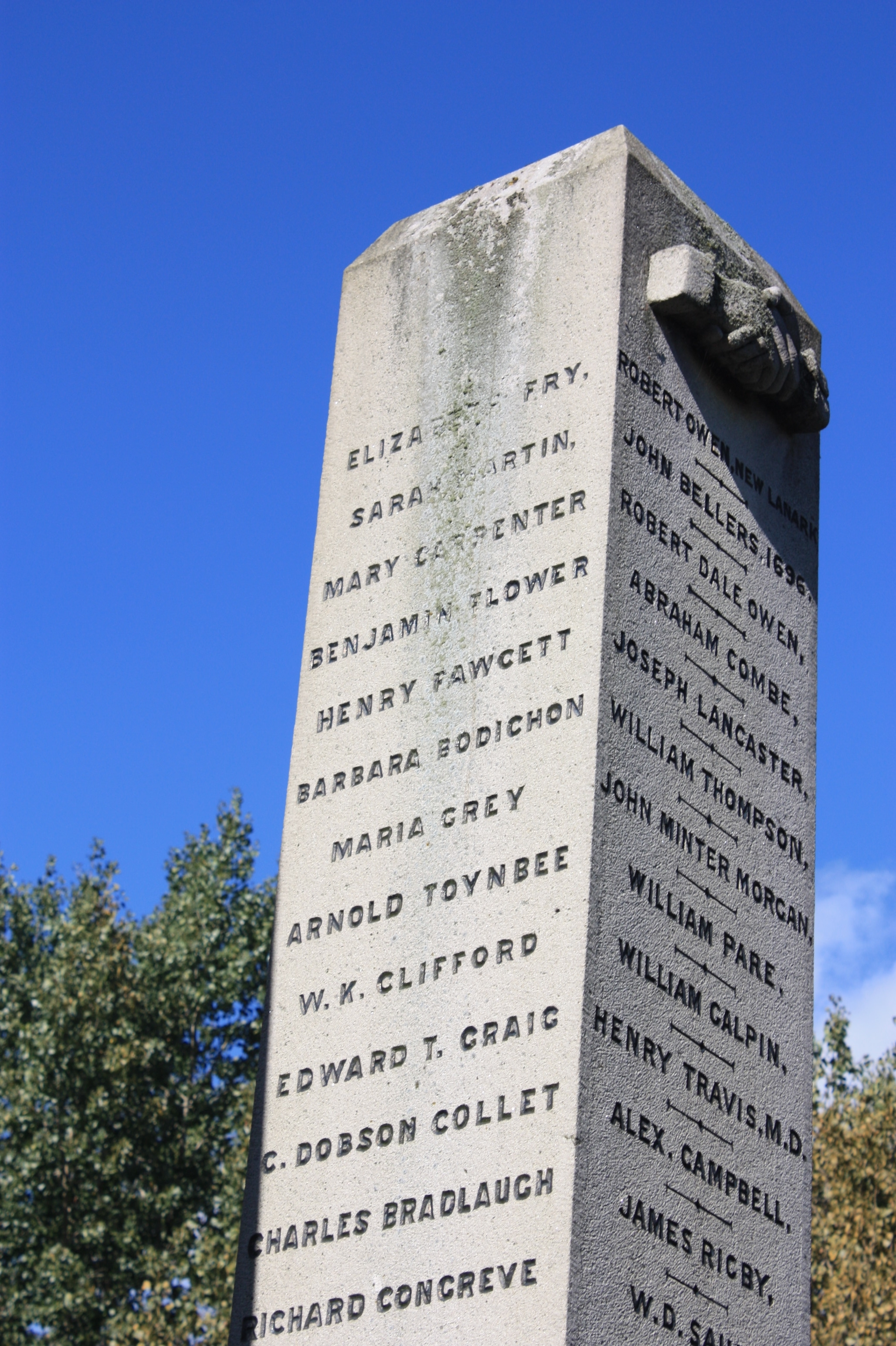
Фрагмент Меморіалу Реформаторам

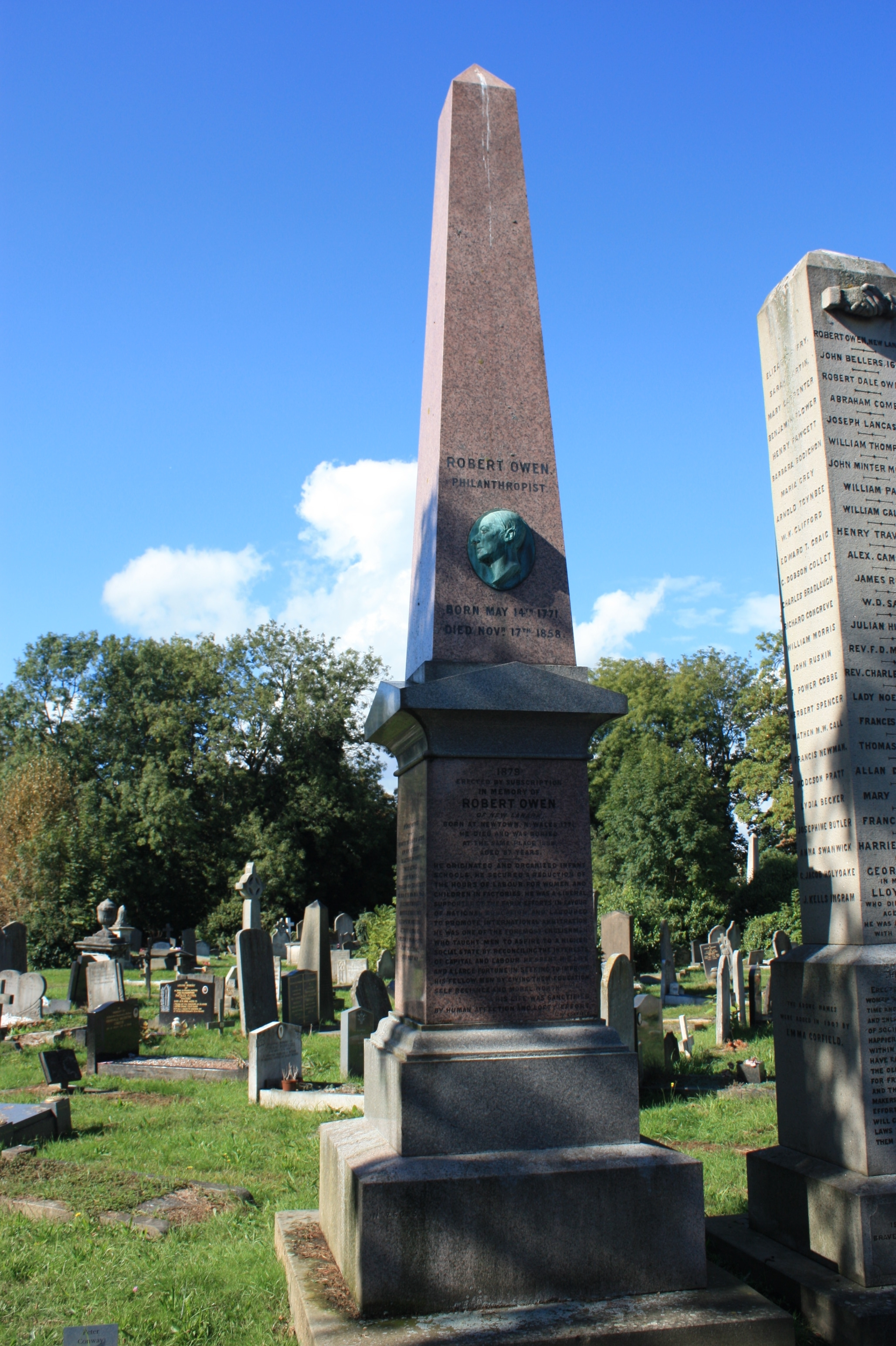
Пам'ятник валлійському філософу та педагогу Роберту Оуену (з Меморіалом Реформаторів праворуч)

### Меморіал реформаторам
Меморіал реформаторам був встановлений у 1885 році. Його збудували за ініціативи Джозефа Корфілда «на згадку про чоловіків і жінок, які щедро жертвували собою та власним часом для покращення життя і добробуту всіх верств суспільства». На північній і східній сторонах пам'ятника є списки імен реформаторів і радикалів (разом із подальшими іменами, доданими в 1907 році Еммою Корфілд). Він розташований поряд з меморіалом Роберта Оуена та є ще одним (другим) прикладом непоховального меморіалу в нонконформістській частині кладовища.
Меморіал було розширено, щоб додати Ллойда Джонса, на відзначення його значного внеску в розвиток науки та суспільства.
«ЦЕЙ МЕМОРІАЛ ВІДКРИТО НА ЗНАК ПОВАГИ ДО ВІДВАЖНИХ ЧОЛОВІКІВ ТА ЖІНОК, ЧИЇ ІМЕНА ВІН НОСИТЬ. ДЖОЗЕФ В. КОРФІЛД, СЕРПЕНЬ 1895 РОКУ».
«МЕМОРІАЛ РЕФОРМАТОРІВ

ЗВЕДЕНО НА ЧЕСТЬ ЧОЛОВІКІВ І ЖІНОК, ЯКІ ЩЕДРО ЖЕРТВУВАЛИ СОБОЮ ТА ВЛАСНИМ ЧАСОМ ДЛЯ ПОКРАЩЕННЯ ЖИТТЯ І ДОБРОБУТУ ВСІХ ВЕРТСТВ СУСПІЛЬСТВА. ВОНИ ВІДЧУВАЛИ, ЩО ВСІ ЛЮДИ МАТИМУТЬ НАБАГАТО ЩАСЛИВІШЕ ТА БЛАГОДАТНІШЕ ЖИТТЯ, І ЩИРО ПРАГНУЛИ ЦЬОГО ДОСЯГТИ. СТАРІ БРУТАЛЬНІ ЗАКОНИ БУЛО ЗМЕТЕНО, І ПРАВО ВИБИРАТИ НАШИХ ВЛАСНИХ ЗАКОНОДАВЦІВ БУЛО ЗДОБУТО ПЕРЕВАЖНО ЇХНЯМИ ЗУСИЛЛЯМИ. ДОСЯГНЕННЯ ЦИХ ПРАВ ДАЄ ЛЮДЯМ МОЖЛИВІСТЬ ПОКРАЩИТИ ЦІ ЗАКОНИ ДЛЯ УПРАВЛІННЯ ДЕРЖАВОЮ, ЩО РОБИТЬ ЇХ КРАЩИМИ ЛЮДЬМИ ТА ВІДПОВІДАЛЬНИМИ ГРОМАДЯНАМИ»
На монументі викарбувано імена понад сімдесяти людей. На пам'ятнику вони зображені в такому порядку:
- ПЕРЕДНЯ СТОРОНА (СХІД): Роберт Оуен (Нью Ланарк), Джон Беллерс, Роберт Дейл Оуен, Абрахам Комб, Джозеф Ланкастер, Вільям Томпсон, Джон Мінтер Морган, Вільям Паре, Вільям Гелпін, Генрі Тревіс — доктор медичних наук, Алекс Кемпбелл, Джеймс Рігбі, Вільям Саул, Джуліан Гібберт, преподобний Чарльз Кінгслі, Леді Ноель Байрон, Френсіс Райт, Томас Спенс, Аллан Девенпорт, Мері Геннелл, Френсіс Плейс, Гаррієт Мартіно, Джордж Оджер, Ллойд Джонс.
- ПІВДЕННИЙ БІК: Елізабет Фрай, Сара Мартін, Мері Карпентер, Бенджамін Флауер, Генрі Фосетт, Барбара Бодішон, Марія Грей, Арнольд Тойнбі, В. К. Кліффорд, Едвард Т. Крейг, К. Добсон Коллет, Чарльз Бредлоу, Річард Конгрів, Вільям Морріс, Джон Раскін, Ф. Пауер Кобб, Герберт Спенсер, Вотен М. В. Колл, Френсіс Ньюмен, Ходжсон Пратт, Лідія Беккер, Жозефіна Батлер, Анна Суонвік, К. Джейкоб Холіоук, Дж. Келлс Інгрем
- ПІВНІЧНИЙ БІК: Джозеф Прістлі, Томас Пейн, Вільям Гоун, Джон Стюарт Мілль, Майор Картрайт, Річард Карлайл, Вільям Ловетт, Вільям Карпентер, Генрі Хетерінгтон, Джон Фрост, Вільям Коббетт, В. Дж. Фокс, Річард Мур, Вільям Говітт, Семюел Бемфорд, Генрі Хант, Джордж Томпсон, Девід Вільямс, Томас Вуллер, Ебенезер Елліотт, Ернест Джонс, Алекс Макдональд, Річард Кобден, Роберт Купер.[19]

Запис на честь Роберта Оуена:
Кенотаф Роберту Оуену, який був похований у Ньютауні, Монтгомеришир, Уельс, розташований збоку від Меморіалу реформаторів.
«РОБЕРТ ОУЕН, ФІЛАНТРОП, НАРОДИВСЯ 14 ТРАВНЯ 1771 РОКУ. ПОМЕР 17 ЛИСТОПАДУ 1858 РОКУ».
«1879 РОКУ ЗАКЛАДЕНО ШЛЯХОМ ЗБИРАННЯ КОШТІВ НА ЧЕСТЬ РОБЕРТА ОУЕНА З НЬЮ-ЛАНАРКА, УРОДЖЕНЦЯ НЬЮТАУНА, ПІВНІЧНИЙ УЕЛЬС 1771 РОКУ. ПОМЕР І ПОХОВАНИЙ 1858 РОКУ У ВІЦІ 87 РОКІВ. ––––––––––––– ВІН ЗІНІЦІЮВАВ ТА ОРГАНІЗУВАВ ШКОЛИ ДЛЯ ДІТЕЙ, ПРАЦЮВАВ НАД ЗМЕНШЕННЯМ ТРИВАЛОСТІ РОБОЧОГО ДНЯ ЖІНОК ТА ДІТЕЙ НА ФАБРИКАХ. ВІН БУВ ОДНИМ ІЗ ЗАСНОВНИКІВ ЛІБЕРАЛІЗМУ, СПРИЯВ РОЗВИТКОВІ НАЦІОНАЛЬНОЇ ОСВІТИ ТА ПРАЦЮВАВ НАД ПРОСУВАННЯМ МІЖНАРОДНОГО АРБІТРАЖУ. ВІН БУВ ОДНИМ ІЗ НАЙВИДАВШИХ АНГЛІЙЦІВ [ sic ], ЯКІ ПРИЩЕПЛЮВАЛИ ЛЮДЯМ ІДЕЇ ЗРОСТАННЯ ЇХ ДОБРОБУТУ ШЛЯХОМ ПРИМИРЕННЯ ІНТЕРЕСІВ КАПІТАЛУ ТА ПРАЦІ. НАД ЦИМ ВІН ПРАЦЮВАВ ПРОТЯГОМ УСЬОГО ЖИТТЯ, ВИТРАТИВШИ ВСІ ВЛАСНІ КОШТИ, ЩОБ ПРИЩЕПИТИ СВОЇМ РІДНИМ НОВІ ЦІННОСТІ ЧЕРЕЗ УПЕВНЕНІСТЬ В СОБІ ТА НАВЧАННЯ.
ЙОГО ЖИТТЯ БУЛО ОСВЯЧЕНЕ ЛЮДСЬКОЮ ЛЮБОВ'Ю І ВЕЛИКИМИ ЗУСИЛЛЯМИ.
Дж. В. КОРФІЛД»
Меморіал віднесений до II ступеня.

## Катакомби

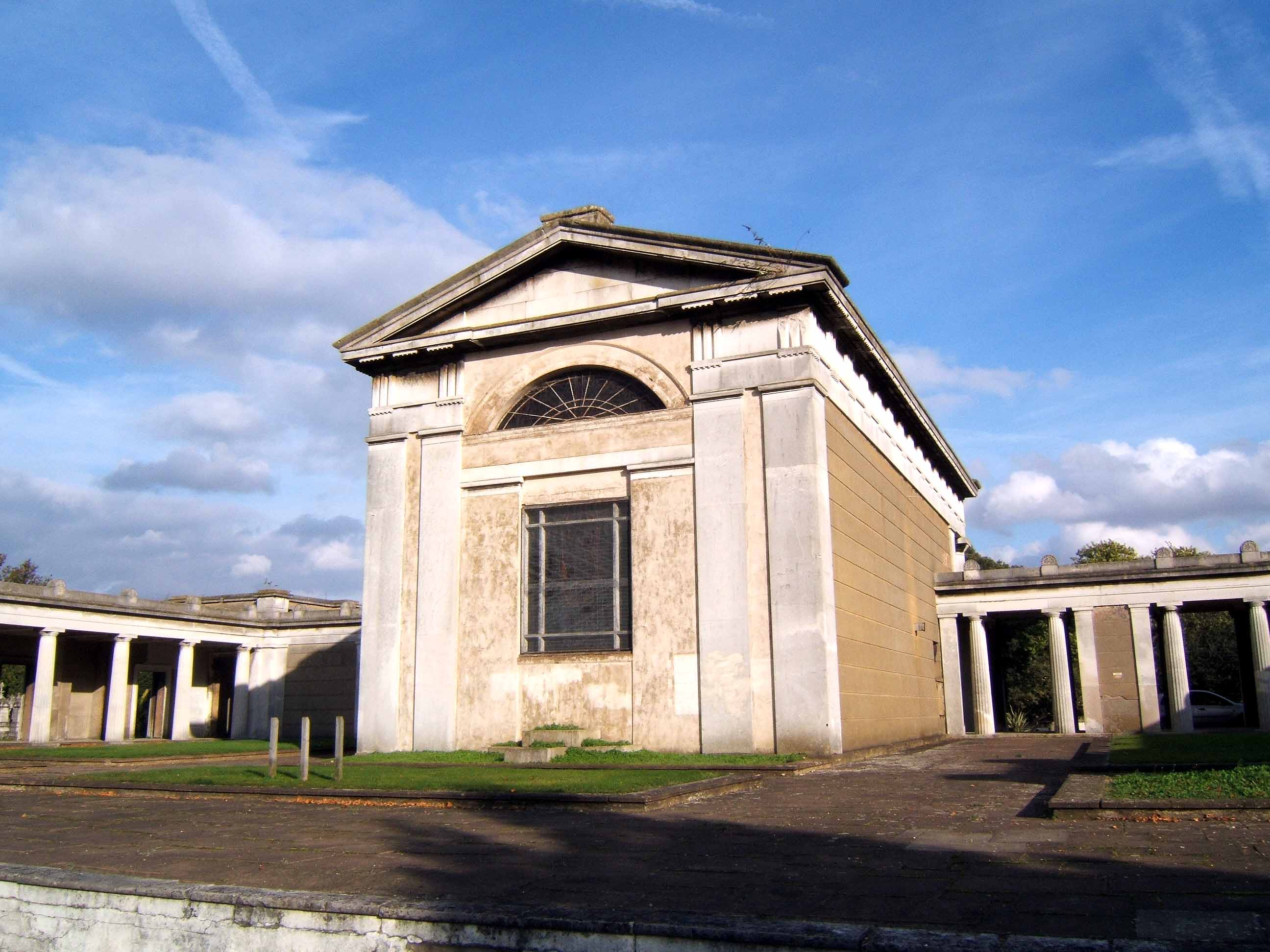
Катакомби на кладовищі Кенсал-Грін

На цвинтарі є три катакомби для зберігання закритих трун та похоронних урн з прахом померлих. Катакомба А під колонадою Північної тераси зараз закрита. Катакомба Z, розташована під каплицею дисидентів у східній частині цвинтаря. Вона зазнала значних пошкоджень від авіаобстрілу під час Другої світової війни, і також закрита для подальших поховань. Катакомба B, під англіканською каплицею в центрі кладовища, має місце для приблизно 4000 поховань, і все ще пропонує як приватні локулі (поховання у стінних нішах), так і полиці або склепіння для сімейних поховань. Є шість проходів, усередині яких кожне склепіння пронумеровано, починаючи послідовно до номера 216 у південно-західному кінці шостого проходу.
Поховання в катакомбах Кенсал-Грін завжди було дорожчим і престижнішим, ніж поховання на простій ділянці на території кладовища, хоча й дешевше, ніж викладена цеглою могила або мавзолей. Без подальших витрат і відповідальності за встановлення пам'ятника над могилою катакомби стали безпечним, гідним і ексклюзивним місцем для поховання заможних, особливо неодружених, бездітних і маленьких дітей тих, хто не має сімейних ділянок або мавзолею в іншому місці.

## Могили військовослужбовців
На кладовищі знаходяться могили 473 військовослужбовців Співдружності націй — учасників Першої світової війни — половина з яких утворює ділянку військових могил у південно-західному куті, решта — невеликими групами або окремі могили, розкидані по всіх території, — і 51 військовослужбовець Другої світової війни, які також розсіяні по всьому кладовищу. На меморіалі Screen Wall, розташованому на ділянці, де поховані учасники першої світової війни, у 213-му секторі, перераховані жертви обох світових воєн, чиї могили не можна було позначити надгробками, окрім п'яти військовослужбовців Другої світової війни прах яких було спалено в крематорії Кенсал-Грін (також відомому як Західний Лондон). Особа найвищого рангу, похована тут, відзначена Комісією з військових могил Співдружності націй, це генерал сер Чарльз Дуглас (1850—1914), начальник імперського Генерального штабу в перші місяці Першої світової війни.

## Визначні поховання

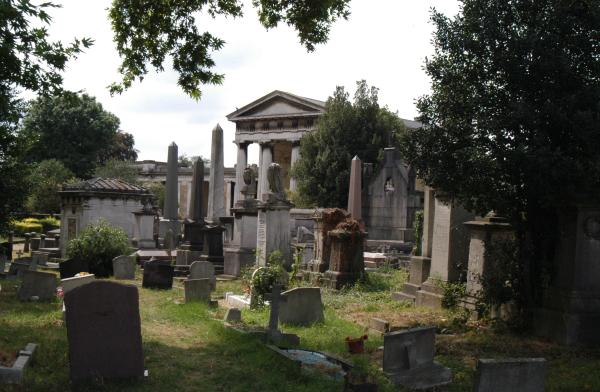
Пам'ятники та каплиця

- Генрі Ейнлі (1879—1945), британський актор;
- Гаррісон Ейнсворт (1805—1882), британський письменник;
- Томас Аллом (1804—1872), британський художник та архітектор;
- Фредерік Скотт Арчер (1813—1857), британський скульптор, фотограф, винахідник колодієвого процесу[24];
- Чарльз Філіп Браун (1798—1884), англієць, відомий тим, що започаткував перший словник дравідійської мови телугу та здійснив значний науковий внесок у розвиток мови телугу та народу Андхра;
- Джордж Персі Баджер (1815—1888), англійський англіканський місіонер і вчений-сходознавець;
- Бетсі Балкомб (1802—1871), у дитинстві близька подруга та довірена особа Наполеона Бонапарта під час його ув'язнення на острові Святої Єлени;
- Майкл Вільям Балф (1808—1870), британський композитор;

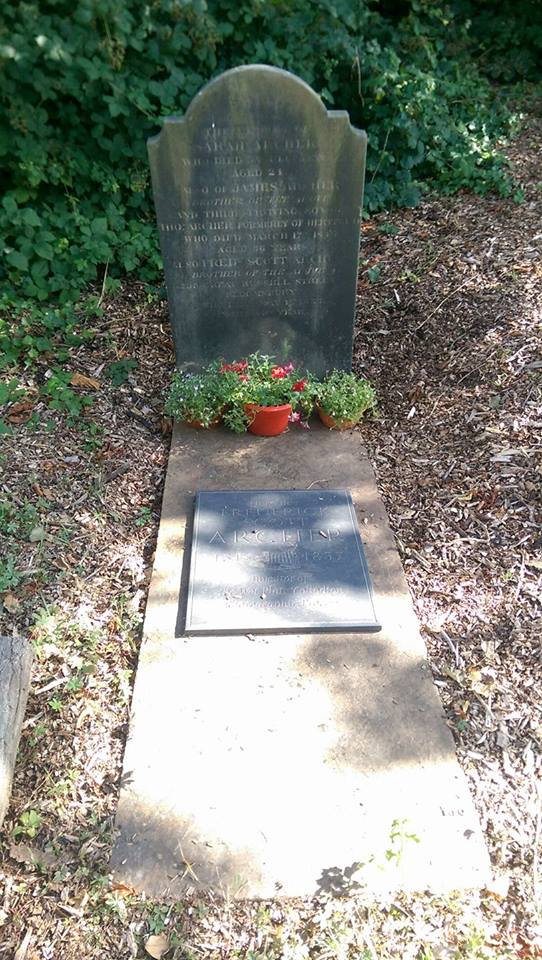
Могила Фредеріка Скотта Арчера, винахідника колодійного фотографічного процесу в 1851 році. [https://www.google.ro/maps/place/Frederick+Scott+Archer+Grave/@51.526719,-0.2284406,17z/data=!3m1!4b1!4m5!3m4!1s0x487610304af5dc55:0x91e793fd79db3cb2!8m2!3d51.526719!4d-0.2262519?hl=en Місцезнаходження

- Фредерік Сеттл Барф (1822—1866), британський хімік, винахідник процесу Бауера–Барфа;
- Джеймс Баррі (1795—1865), британський хірург;
- Джордж Біркбек (1776—1841), британський лікар, піонер у галузі освіти для дорослих;
- Сюзанна Боклерк, герцогиня Сент-Олбанська (1921—2010), британська письменниця та художниця;
- Вільям Бенес (1795—1864), британський скульптор;
- Юлій Бенедикт (1804—1885), британський композитор;
- Марія Бьорнсон (1949—2002), британський театральний художник;
- Чарльз Блонден (1824—1897), британський акробат, канатоходець;
- Сер Джордж Боуен (1821—1899), колоніальний адміністратор і 9-й губернатор Гонконгу;
- Діамантіна, леді Боуен (бл. 1832/1833 — 1893), велика леді;
- Джон Брем (1774—1856), британський співак;
- Джордж Бріджтауер (1782—1860), вест-індійсько-польський скрипаль-віртуоз і друг Людвіга ван Бетховена;
- Луї Шарль де Лабурдонне (1795—1840), французький шахіст;
- Хоу Браун, 2-й маркіз Слайго (1788—1845);
- Семюел Джордж Бонем (1803—1863), 1-й баронет;
- Дж. Льюїс Бонхот (1875—1922), зоолог, орнітолог і письменник;
- Ісамбард Кіндом Брунель (1806—1859), англійський інженер і винахідник, син Марк Ісамбард Брунель та Софії Кінгінг (також поховано тут)
- Марк Ісамбард Брунель (1769—1849), англійський інженер і винахідник французького походження, батько Ісамбарда;
- Вільям Берн, видатний шотландський архітектор (1789—1870);
- Піт Бернс, британський співак і композитор, соліст «Dead or Alive» (1959—2016);
- Пітер Берроуз (1753—1841), ірландський політик;
- Децимус Бертон (1800—1881), британський архітектор;
- Сер Август Волл Коллкотт (1779—1844), британський художник;
- Леді Марія Калкотт (1785—1842), британська письменниця-мандрівниця;
- Джордж Фредерік Карден (1798—1874);
- Джон Едвард Керью (1785—1868), британський скульптор;
- Ентоні Карлайл (1768—1840), британський хірург та вчений;
- Сер Ернест Кассель (1852—1921), британський торговий банкір;
- Джон Гобарт Каунтер (1792—1851), британський письменник і священнослужитель;
- Вільям Кавендіш-Скотт-Бентінк, 5-й герцог Портлендський (1800—1879), британський землевласник і ексцентрик;
- Фредерік Чепмен (1823—1895), британський видавець;
- Маріголд Френсіс Черчилль, донька сера Вінстона та леді Клементини Черчиллів, яка померла від лихоманки в 1921 році у 3-річному віці. У 2019 році сім'я Черчиллів виконала давнє бажання возз'єднати останки Мерігольд з рештою її сім'ї на церковному цвинтарі Бладон. Порожня могила та пам'ятник залишилися на кладовищі Кенсал-Грін.[25];
- Генрі Севіл Кларк (1841—1893), британський драматург і критик;
- Томас Джон Кокрейн (сер) (1789—1872), 1-й губернатор Ньюфаундленду в 1825—1834 роках, член парламенту Іпсвіча (1839—1841), адмірал флоту в 1865—1872 роках;
- Тімоті Августин Коглан (1856—1926), австралійський статистик, інженер і дипломат;
- Вілкі Коллінз (1824—1889), англійський письменник і драматург, популярний у Вікторіанську епоху;
- Джеймс Комб (нар. 1867), інженер Temple Works у Лідсі;
- Джошуа Компстон (1970—1996);
- Монтегю Коррі, 1-й барон Роутон (1838—1903), секретар Бенджаміна Дізраелі та філантропічний засновник Rowton Houses;
- Сер Майкл Коста (1808—1884), британський диригент і композитор;
- Енн Кроуфорд (1920—1956), англійська акторка;
- Преподобний Джон Каммінг (1807—1881), британський письменник;
- Британський генерал-майор сер Олександр Каннінгем KCIE CSI, британський археолог, ад'ютант генерал-губернатора лорда Окленда Індії, виконавчий інженер короля Оуда (Індія), головний інженер Бірми, полковник королівських інженерів;
- Джеймс Дарк (1795—1871), власник крикетного майданчика Lord's Cricket Ground;
- Філмор «Бутс» Девідсон (1928—1993), тринідадський музикант;
- Адмірал Росс Доннеллі (1761—1840);
- Джон Даблдей (приблизно 1798—1856), реставратор Британського музею, який знову зібрав Портлендську вазу;
- Ендрю Дукроу (1793—1842), британський артист цирку та вершник;
- Віллі Едуен (1841—1908), британський комік, письменник і керівник театру;
- Сер Джордж Елліот (1784—1863), офіцер британського морського флоту;
- Доктор Джон Еппс (1805—1869), британський френолог;
- Джон Едвард Еррінгтон (1806—1862), британський інженер-будівельник;
- Едвард Френсіс Фіцвільям (1824—1857), британський композитор;
- Фанні Фіцвільям (1801—1854), британська актриса, співачка і театральна менеджерка;
- Енн Фостер (1827—1882), вдова Джона Фостера з Гобарта, член законодавчих зборів Тасманії. Раніше Енн Дінхем була перевезена до Тасманії в 1852 році і була однією з небагатьох австралійських каторжників, які повернулися на батьківщину (Могила № 28305);
- Анрі Жан-Батіст Віктуар Фрадель (1778—1865), франко-англійський вікторіанський художник;
- Еріх Фрід (1921—1988), австрійський поет та есеїст єврейського походження, відомий своїми політичнотематичними поезіями;
- Генрі Ґонтлетт (1810—1876), британський композитор;
- Джон Гібсон (1817—1892), британський архітектор, лауреат золотої медалі RIBA;
- Сер Волтер Релі Гілберт (1785—1853);
- Джордж Беллас Гріноу (1778—1855), британський геолог;
- Джордж Гроссміт (1847—1912)), британський актор і комік;
- Філіп Гардвік (1792—1870), британський архітектор;
- Філіп Чарльз Хардвік (1822—1892), британський архітектор;
- Ферлі Гармар Віконтеса Гарбетон Р. А. (1876—1945), британська художниця та суфражистка;
- Генрі Гокінс, 1-й барон Бремптон (1817—1907);
- Кетрін Хейс (1818—1861), британська оперна співачка;
- Генрі Герман (1832—1894), англійський драматург і прозаїк;
- Преподобний Рідлі Гершелл (1807—1864);
- Генерал-майор сер Джон Хіллс FRSE CB KCB (1834—1902);
- Томас Гуд (1799—1845), англійський поет, гуморист та сатирик;

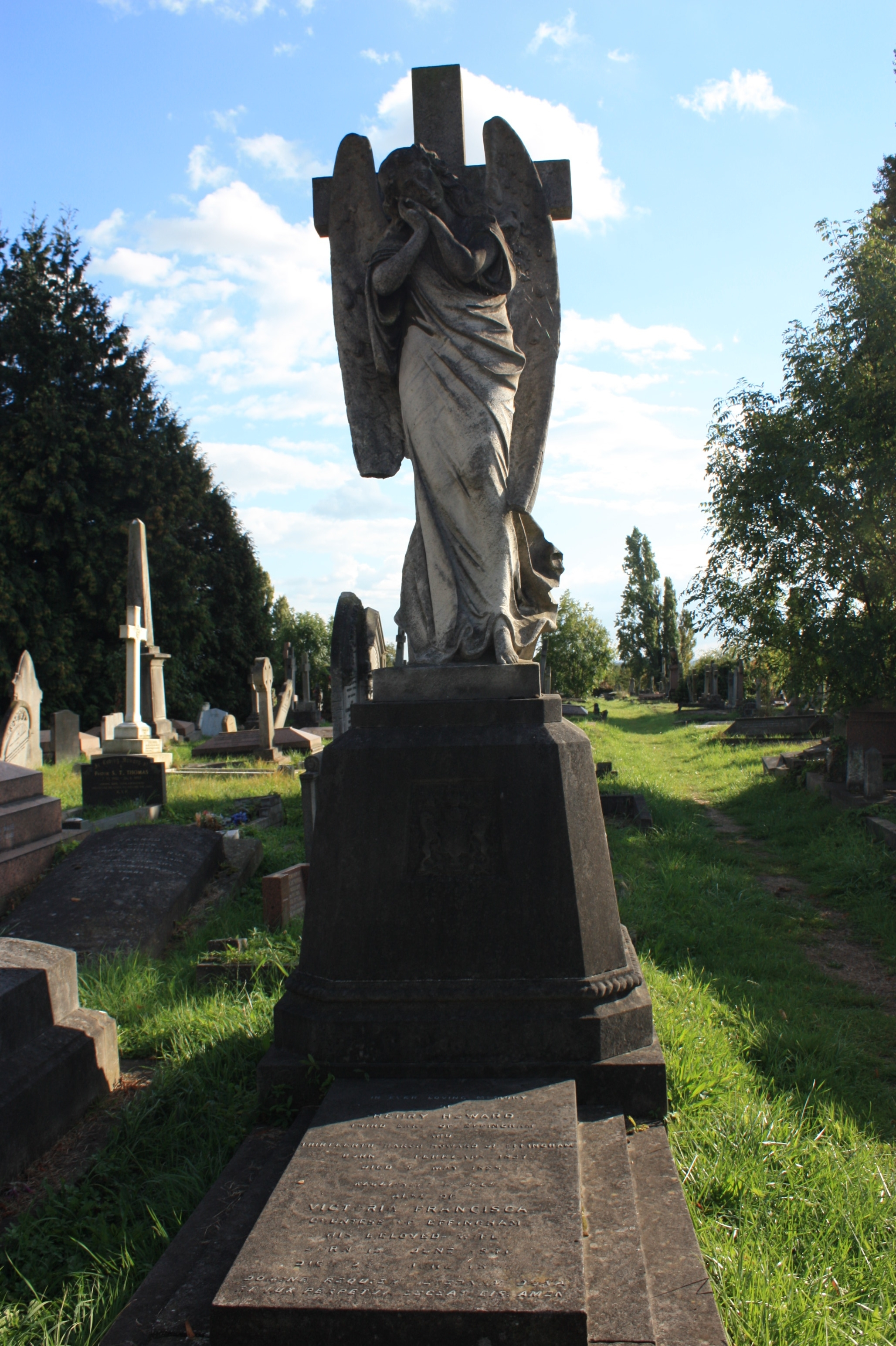
Могила Генрі Говарда, 3-го графа Еффінгема

- Генрі Говард, 3-й граф Еффінгем (1837—1898);
- Сер Невілл Хоуз (1863—1930), перший австралійський лауреат Хреста Вікторії та один із 13 нагороджених, похований на цьому кладовищі;
- Джозеф Юм (1777—1855), член британського парламенту та політичний діяч;
- Джеймс Генрі Лі Гант (1784—1859), британський критик, есеїст та поет[16];
- Остін Гургон (1862—1942), британський театральний режисер;
- Френк Лінслі Джеймс (1851—1890), ексгумований у 1917 році та повторно похований на сімейній ділянці у Вест-Діні, Західний Суссекс;
- Сер Леандер Старр Джеймсон (1853—1917), колишній прем'єр-міністр Капської колонії та архітектор рейду Джеймсона — спочатку похований у сховищі тут, пізніше перепохований у Матобо Гіллз у Зімбабве;
- Лайонел Джонсон (1867—1902), британський поет, член Rhymer's Club, що вплинув на творчість В. Б. Єйтса;
- Чарльз Кембл (1775—1854), британський актор і керівник театру;
- Фанні Кембл (1809—1893), відома британська акторка та письменниця;
- Галина Корн (1902—1978), польський художник і скульптор;
- Мар'ян Кукель (1885—1972), польський генерал і військовий міністр у вигнанні під час Другої світової війни;
- Майкл Лейн (1802—1868), британський інженер-будівельник;
- Вільям Гарретт Льюїс (нар. до 1834 р.; пом. 1885 р.) пастор церкви Westbourne Grove;
- Віндем Льюїс (1882—1957), британський художник і письменник, співзасновник руху Vorticist;
- Джозеф Локк (1805—1860), британський інженер-будівельник;
- Джон Сент-Джон Лонг (1798—1834), лікар-шарлатан;
- Джон Клавдій Лоудон (1783—1843), шотландський ботанік і письменник;
- Джон Грем Лаф (1789—1876), британський скульптор;
- Сер Джон Луїс, 2-й баронет (1785—1863);
- Сер Ендрю Ласк, 1-й баронет (1810—1909) лорд-мер Лондона в 1873—1874 роках;
- Джон Робінсон МакКлін (1817—1873), британський політик;

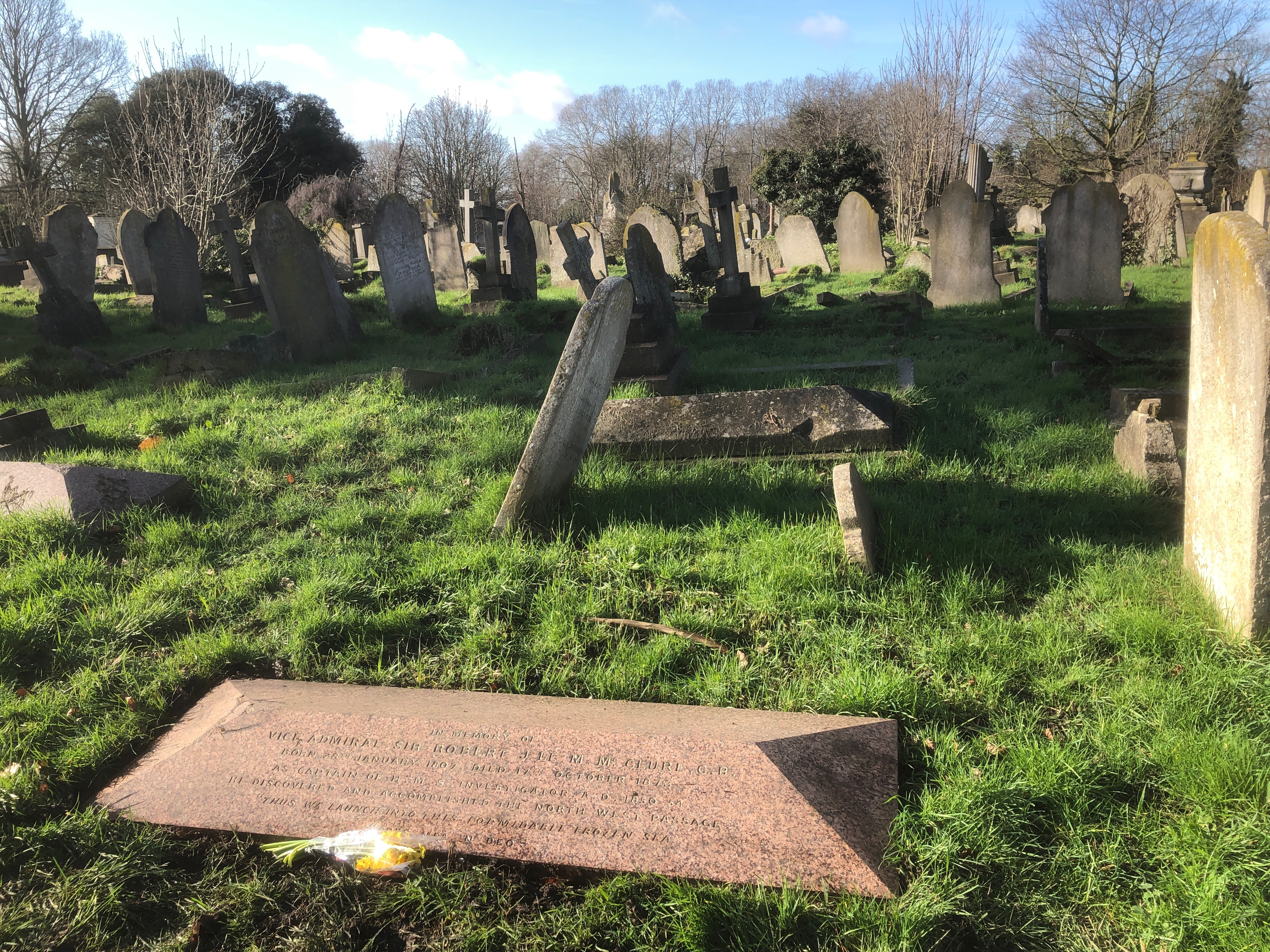
Могила Роберта МакКлура на кладовищі Кенсал-Грун у Лондоні

- Віце-адмірал Сер Роберт Джон Ле Месюр'є МакКлур (1807—1873), ірландський дослідник Арктики, який у 1854 році пройшов Північно-Західний прохід і був першим, хто обійшов Америку в 1850—1853 роках; Могила Роберта МакКлура на кладовищі Кенсал-Грун у ЛондоніОлександр МакДоннелл (1798—1835), ірландський шахіст, один з найсильніших у Великій Британії в 1830-х роках;
- Річард Грейвз МакДоннелл (1814—1881), колоніальний адміністратор і 6-й губернатор Гонконгу;
- Сер Джеймс Макгрігор (1771—1858), шотландський ботанік;
- Сер Дональд Фрілл Маклеод (1810—1872);
- Вільям Макріді (1793—1873), британський актор;
- Сер Джордж Мекінс (1853—1933), британський хірург;
- Едвард Малтбі (1770—1859), єпископ Дарема;
- Флоренс Марріат (1833—1899), британський прозаїк, редактор, актриса та драматург;
- Кітті Мелроуз (1883—1912), британська актриса;
- Арчибальд Мензис (1754—1842), британський (шотландський) біолог, ботанік, лікар, хірург;
- Рас Андаргачеу Мессаї (1902—1981), ефіопський правитель;
- Кейт Мейрік (1875—1933), власниця нічного клубу;
- Джон Меддісон Мортон (1811—1891), британський драматург;
- Джон Лотроп Мотлі (1814—1877), американський історик;
- Біллі Мердок (1854—1911), австралійський капітан з крикету
- Джон Трівет Неттлшип (1841—1902), британський художник і письменник;
- Фергюс Е. О'Коннор (1796—1855), член британського парламенту, лідер чартистів і соціальний реформатор;
- Патрік О'Коннелл (1887—1959), ірландський футболіст «Белфаст Селтік», капітан «Ірландії» та «Манчестер Юнайтед» (1914), менеджер ФК «Барселона» під час громадянської війни в Іспанії;
- Адмірал Роберт Отвей (1773—1846);
- Роберт Оуен (лише кенотаф) (1771—1858), промисловець і великий соціальний реформатор
- Джон Томас Персеваль (1803—1876), армійський офіцер, письменник і активіст;
- Якоб Перкінс (1766—1849), американський винахідник;
- Джордж Перрі (1793—1862), британський композитор;
- Гарольд Пінтер (1930—2008), британський драматург, поет, режисер та актор єврейського походження, а також політичний діяч;
- Фредерік Герві Фостер Куін (1799—1878), британський лікар ;
- Сер Теренс Реттіган (1911—1977), англійський драматург і сценарист;
- Емідіо Реккіоні (1864—1933), італійський анархіст і бізнесмен;
- Роберт Ріс (1838—1891), британський драматург і лібретист;
- Еміль Райх (1854—1910), історик австро-угорського походження[26];
- Джон Ренні Молодший (1794—1874) британський інженер-будівельник;

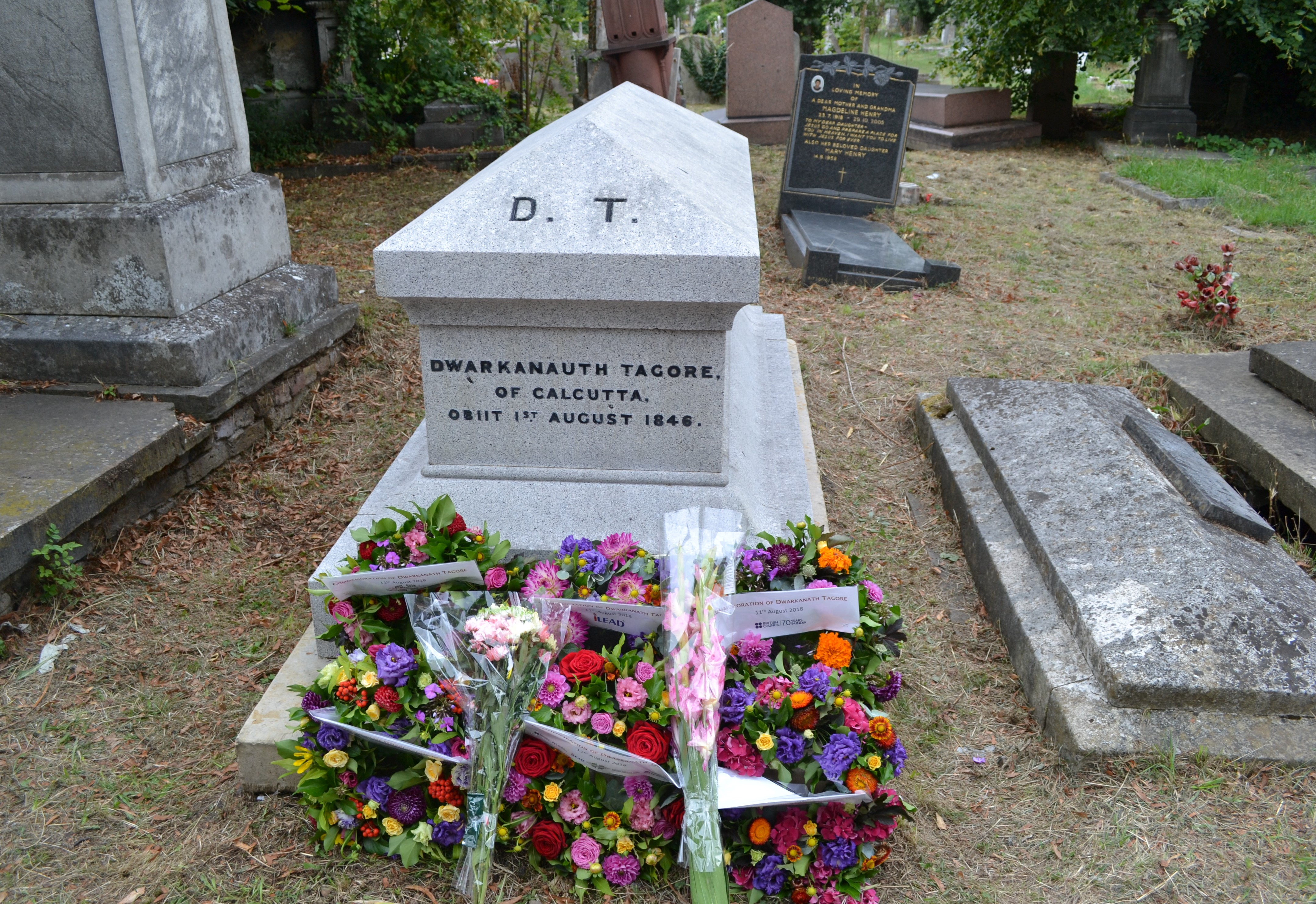
Пам'ятник Дварканатгу Тагору на кладовищі Кенсал-Грін, відремонтований Bengal Heritage Foundation 11 серпня 2018 року.

- Дварканатг Тагор (1794—1846), бенгальський промисловець і меценат;
- Джон Вігем Річардсон (1837—1908), суднобудівник;
- Чарльз Річі, 1-й барон Річі Данді (1838—1906), політик, колишній канцлер казначейства Великої Британії;
- Генрі Сендхем (1842—1910), художник:
- Ейлін Шарп (1900—1958), співачка та акторка;
- Баям Шоу (1872—1919), художник;
- Джон Шоу молодший (1803—1870), архітектор і шурин Філіпа Гардвіка, перерахованого вище;
- Сер Карл Вільгельм Сіменс (1823—1883), німецький та британський промисловець;
- Роберт Вільям Сівір (1794—1865), скульптор (також член ради цвинтаря);
- Джон Бенджамін Сміт (1794—1879), член британського парламенту;
- Джон Марк Фредерік Сміт (1790—1874), генерал британської армії;
- Вільям Генрі Сміт (1792—1865), британський бізнесмен;
- Алексіс Соєр (1810—1858), шеф-кухар і дослідник;
- Говард Стаунтон (1810—1874), видатний англійський шахіст;
- Джон Макдуал Стюарт (1815—1866), дослідник Австралії;

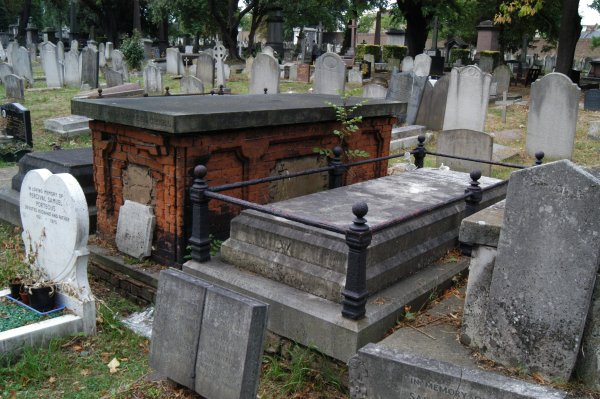
Могила Вільяма Мейкпіса Теккерея (мармурова плита перед цегляною могилою)

- Вільям Мейкпіс Теккерей (1811—1863), англійський письменник-сатирик;
- Берт Томас (1883—1966), британський карикатурист;
- Лідія Томпсон (1838—1908), британська танцівниця та акторка;
- Тереза Тьєн (1831—1877), британська оперна співачка;
- Сер Ніколас Конінгем Тіндал (1776—1846), генеральний соліситор і лорд-головний суддя Загальних клопотань;
- Стів Перегрін Тук (1949—1980), англійський музикант і автор пісень (найбільш відомий як один із засновників Tyrannosaurus Rex);
- Ентоні Троллоп (1815—1882), англійський письменник, один з найбільш успішних і талановитих романістів Вікторіанської епохи;
- Сер Томас Трубрідж, 3-й баронет (1815—1867), офіцер британської армії;
- Дж. Стюарт Рассел (1816—1895), британський теолог і письменник;
- Джеймс Малкольм Раймер (1814—1884), британський письменник;
- Вільям Вінсент Воллес (1812—1865), британський композитор;
- Томас Ваклі (1795—1862), британський хірург, активіст і засновник The Lancet;
- Джон В. Вотергаус (1849—1917), англійський художник-прерафаеліт;
- Джон Коткорд молодший (1823—1885), британський архітектор;
- Джейн Вільямс (1798—1884), британка, відома завдяки дружбі з поетом-романтиком Персі Біші Шеллі, який писав про неї вірші;
- Альфред Віган (1814—1878), британський актор та менеджер;
- Вільям Вільямс (1788—1865), депутат британського парламенту, прихильник радикальної течії;
- Волтер Клоптон Вінгфілд (1833—1912), піонер розвитку лаун-тенісу.

Цвинтар примітний великою кількістю членів Лондонського королівського товариства, які там поховані
Серед них найвідоміші:
- Чарльз Беббідж (1816) (1791—1871), англійський математик і економіст, винахідник різницевої машини;
- Джордж Бішоп (1848);
- Вільям Джон Бродеріп (1828);
- Роберт Браун (1839) (1773—1858), шотландський ботанік, відкривач броунівського руху;
- Семюел Гокслі Бербері (1890);
- Джордж Баск (1850) (1807—1886), британський судновий лікар, зоолог та палеонтолог;
- Олександр Джон Елліс (1864);
- Г'ю Фальконер (1845) (1808—1865), шотландський ботанік, професор ботаніки, геолог, палеонтолог, палеоантрополог;
- Девід Форбс (1858), мінералог;
- Томас Гелловей (1848);
- Джон Холл Гладстон (1853) (1827—1902), британський хімік;
- Джозеф Глінн (1838);
- Джон Гульд (1843) (1804—1881), британський орнітолог, художник і таксидерміст;
- Вільям Роберт Гров, сер, (1847) (1811—1896), валлійській природорознавець і юрист, один з винахідників паливних елементів;
- Едмонд Герберт Гроув-Гіллз (1911);
- Френк МакКлін (1895);
- Джордж Ньюпорт (1846);
- Преподобний Баден Пауелл, (1824) батько Роберта та Агнес Баден-Павеллів;
- Джозеф Сабін (1799);
- Джордж Джеймс Саймонс (1879);
- Едвард Тротон (1810);
- Едвард Тернер (1830), британський хімік;
- Натаніель Валліх (1829) (1786—1854), данський і англійський хірург, ботанік;
- Сер Чарльз Вітстон (1802—1875), англійський фізик, автор багатьох винаходів, зокрема, мосту Вітстона.

### Королівські поховання
британці
- Принц Август Фредерік, герцог Сассекський і син короля Георга III[27]
- Принцеса Софія, сестра принца Августа Фредеріка і донька короля Георга III[18]
- Принц Джордж, герцог Кембриджський, онук Георга III та головнокомандувач британської армії

іноземці
- Махарані Джинд Каур, з імперії сикхів, мати останнього пенджабського махараджи Дуліпа Сінгха — тимчасово поміщена в катакомбі під каплицею дисидентів після її смерті у вигнанні в 1863 році, перш ніж її тіло було дозволено повернути до Пенджабу для кремації. Після відкриття плити на честь Джінда Каура (тепер у музеї Ancient House, Тетфорд), у 2009 році тут було встановлено меморіал[28]

### Відомі кремації

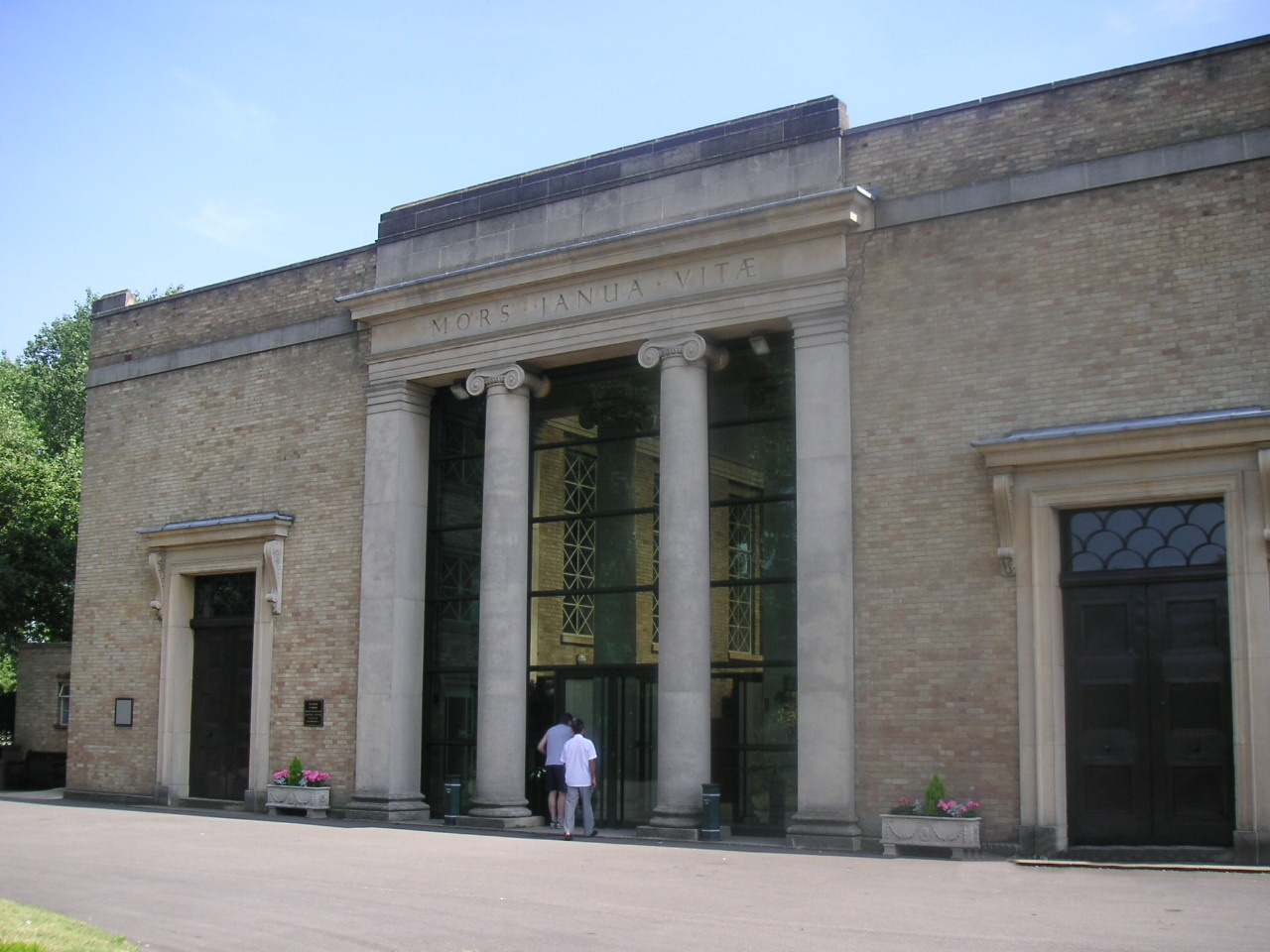
Західний Лондонський крематорій

- Майор Герберт Джеймс (1888—1958), нагороджений Хрестом Вікторії за мужність проявлену в Дарданелльській операції під час першої світової війни.
- Інгрід Бергман (1915—1982), шведська акторка кіно, театру, радіо й телебачення, автобіографістка (більшість її праху було розвіяно навколо острівця Даннгольмен біля рибальського села Ф'єлбака на західному узбережжі Швеції, де вона провела більшість життя, з 1958 року до своєї смерті в 1982 році, а решту її прах похований на Північному цвинтарі у Стокгольмі, Швеція, поруч із її батьками).
- Фредді Мерк'юрі (1946—1991), співак рок-гурту Queen, вшановується маленьким постаментом.
- Сер Ентоні Наттінг (1920—1999), колишній дипломат і депутат від Консервативної партії.
- Алан Рікман (1946—2016), британський театральний та кіноактор, актор озвучування й режисер.
- Піт Бернс (1959—2016), британський співак, композитор і телеведучий, найбільше відомий як соліст гурту «Dead or Alive».
- Крістін Кілер (1942—2017), британська модель і дівчина за викликом, головна дійова особа загальнонаціонального політичного скандалу 1963 року.
- Гері Роудс (1960—2019), шеф-кухар

## Друзі цвинтаря Кенсал-Грін
Хоча кладовище належить і управляється General Cemetery Company, Друзі цвинтаря Кенсал-Грін (The Friends of Kensal Green Cemetery) є благодійною організацією, створеної з метою збереження, консервація та реставрація для суспільного блага Kensal Green Cemetery. Благодійна організація організовує екскурсії та інші заходи на цвинтарі та видала книги про цвинтар. Офіс Друзів знаходиться в каплиці дисидентів. Група «Друзі» є членом Національної федерації друзів цвинтаря.